# 倫敦歷史
倫敦歷史可以追溯至2,000年前，从那时至今，倫敦從凱爾特人的城鎮逐渐發展成為英國首都，也是世界上重要的金融、文化重鎮。它在历史上经历了瘟疫、火灾、内战、空袭、恐怖袭击和暴乱的多次考验。
伦敦城是伦敦的历史核心区，如今它也是伦敦主要的金融区，代表了伦敦都会区的一个部分。

## 語源
伦敦（London）这个词的语源已经无法确定。几个世纪以来，出现大量关于伦敦这个词的语源的说法，其中大多数作为语言学或历史学上的空想，可以被否定，只有少部分从学术角度上可信。但没有一个有直接的证据可以证实其中的任何一种说法。

## 史前时期
倫敦附近的斯旺斯康（ Swanscombe ）曾發現舊石器時代文物
根据蒙茅斯的杰弗里所著的《不列颠诸王记》记载，约在公元前1100-1000年，特洛伊的布鲁图斯击败了巨人哥革和马各之后，建立了伦敦城。当时，这个定居点被称为“Caer Troia, Troia Nova”（拉丁语意为“新特洛伊”），这个词后来被简化为了“Trinovantum”。在铁器时代，特里诺文特人的部落居住于此。杰弗里在书中写到了很多个史前时期伦敦地区传说中的首领，比如安葬于拉德盖特的路德王。
然而，尽管考古学家不断进行发掘，却仍未找到证明该区为史前主要定居点的证据，仅找到农场、坟墓、居住痕迹等零散考古发现。昔日罗马城市的存在仍未被证实。但由于部分罗马城仍待发掘，部分定居点可能尚未被发现。学界现在认为，伦敦在史前时期最有可能是一个具有一些分散定居点的农村地区。丰富的出土文物，如在切尔西附近的泰晤士河段发现的巴特西盾表明，该地区具有重要的地位。而埃格姆和布伦特福德也有可能是重要的定居点，伊尔福德的阿普霍尔营还有一个山丘堡垒，但在罗马时期的伦敦，没有出现今日伦敦城的城市雏形。

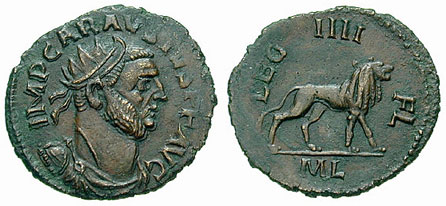
罗马帝国时期，伦敦的造币厂铸造的印有卡劳修斯头像的钱币

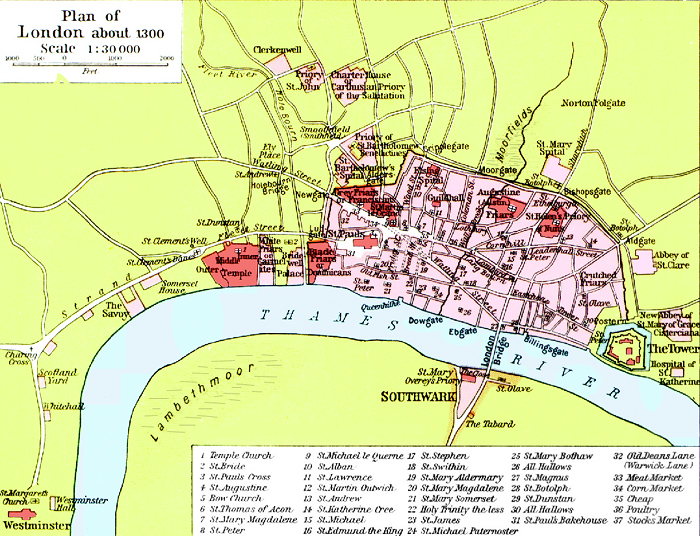
1300年的倫敦

## 中古時代
13世紀，倫敦發展迅速，在愛德華一世出生到登基這段期間，倫敦的人口足足翻了一倍，從四萬增長到八萬；隨之而來的是治安惡化，入夜後充斥著武裝團體以「解決公民糾紛」為生，這也是糾紛出現的源頭，1284年倫敦街頭甚至出現暴亂、越獄事件，多名政務委員會成員捲入謀殺案。

## 斯圖亞特王朝
17世紀時倫敦已經是當時大英帝國乃至歐洲最大的都市。1666年的倫敦大火災毀壞倫敦城內大部分的建築，但大火後倫敦又立即開始為期10年的重建，包括聖保羅大教堂在內的標誌性建築都是在此期間開始動工的。

## 18世紀
17世紀末，特別是18世紀，英國的服裝形成了自己的鮮明特色，享譽歐洲各國，其影響僅次於法國服裝。與服裝配套的各種裝飾品也備受人們重視，手提包和雨傘在18世紀末已成為一個裝著考究的人的必需品 。
與此同時，英國人對飲食也越來越講究。一方面注重收集、整理舊的菜譜，另一方面不斷從國外引進新的食品和飲料。1651年咖啡傳入英國，起初英國人把咖啡說得一無是處，認為它既不合營養之需，"又無助放縱之興" ；可是到18世紀初，倫敦已開設了500 多家咖啡館，人人都有自己特別欣賞、喜歡光顧的咖啡館。

## 19世紀
倫敦在維多利亞時代經歷大規模的發展，包括世界上第一條地鐵的開通、公共汽車的營運以及聯繫四方的鐵路線，使倫敦的市容與交通面貌一新。倫敦市區在19世紀後半期居住人口突然下降，大量新建的建築使倫敦從一座喬治風貌的城市轉而成為維多利亞特色的城市。

## 20世紀

### 第二次世界大战时期的伦敦

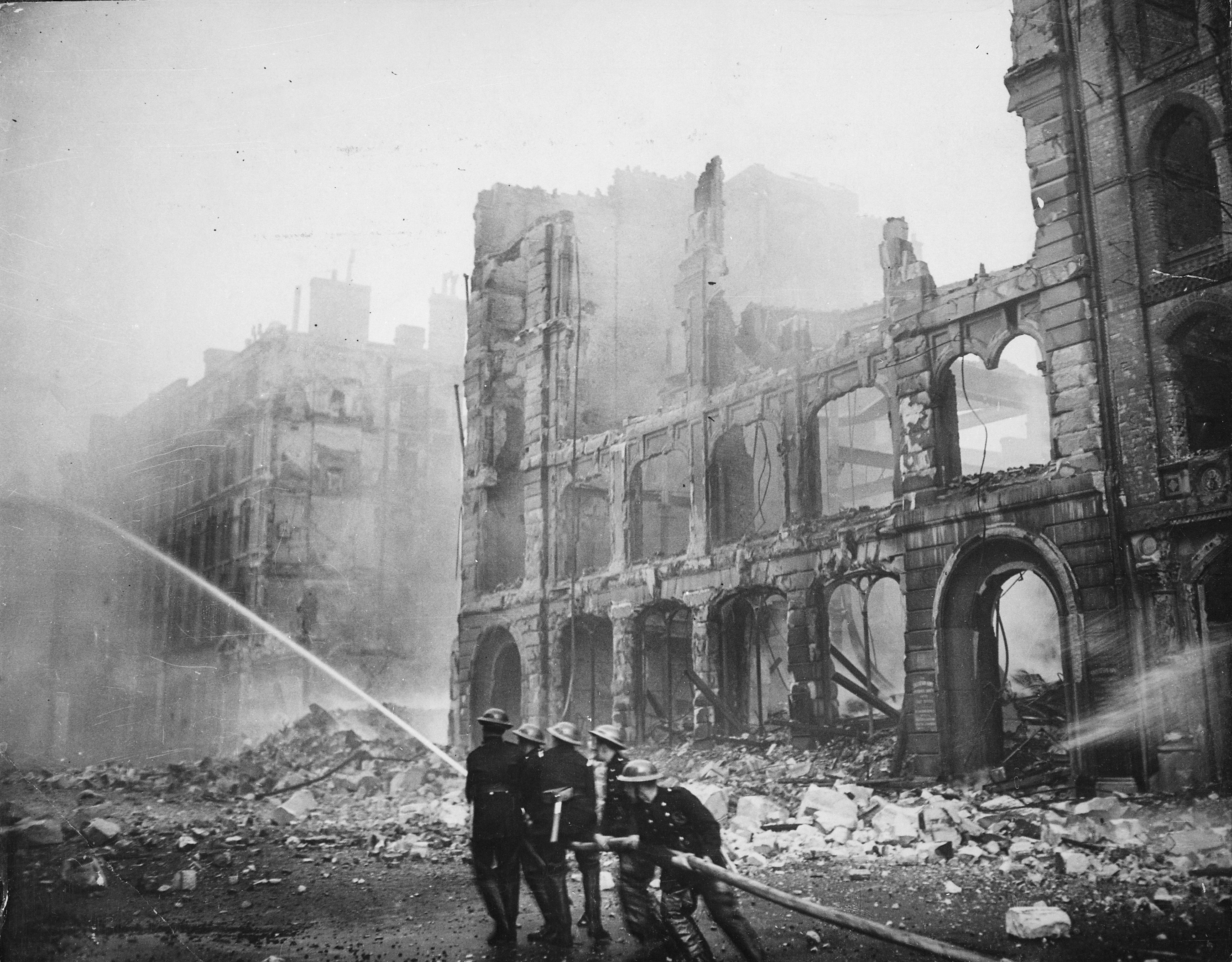
消防队员在扑灭爆炸地点的火焰

在第二次世界大战中, 伦敦与其他英国城市一样遭受了惨重的破坏, 最大的是由纳粹空军发动的伦敦大轰炸（The Blitz）。轰炸前，数十万儿童和青少年被迫疏散到乡村避难。平民则在地下车站避难空袭。
最猛烈的轰炸发生在1940年9月7日到1941年5月10日之间。在此期间，伦敦遭受了71次轰炸，共1.8万吨高爆炸药被倾泻在这里。圣保罗座堂笼罩在烟雾中的一幅照片则成为这一时期的象征。当希特勒将精力集中在东线战场时，轰炸开始逐渐减少。在战争末期，即1944年和1945年期间，伦敦又遭到了纳粹最新研制的V-1和V-2火箭的袭击。
伦敦在轰炸中遭到严重的破坏和巨大的伤亡，尤以伦敦港最为严重。到战争结束时，有至少3万人因轰炸死亡，超过5万人重伤，数以万计的建筑物被摧毁，数十万人无家可归。

## 21世紀
2005年7月6日，伦敦获得2012年夏季奥林匹克运动会举办权，由此也成为首座三次举办奥林匹克运动会的城市。2015年2月，大伦敦的总人口估计为860万，达到自1939年来的最高点。

## 伦敦的历史古迹列表
- 伦敦桥 （London Bridge）
- 伦敦塔（Tower of London）

德军空袭后浓烟中的伦敦(1941年)

- 威斯敏斯特宫 （Palace of Westminster）
- 白金汉宫 （Buckingham Palace）
- 伦敦城 （City of London）
- 圣保罗座堂 （St Paul's Cathedral）
- 西敏寺 （Westminster Abbey）
- 亚历山德拉宫 （Alexandra Palace）
- 巴特西发电站 (Battersea Power Station)
- 克罗伊登机场 （Croydon Airport）
- 格林尼治天文台 （Royal Greenwich Observatory, RGO）
- 海德公园 （Hyde Park）
- 伦敦大火纪念碑 (Monument to the Great Fire of London)
- 伦敦国会山 （Parliament Hill）
- 皇家学会（Royal Society）
- 皇家研究院 （Royal Institution）
- 泰晤士河水闸 （Thames Barrier）
- 泰伯恩 （Tyburn）
- 滑铁卢火车站 （Waterloo International）
- 沃克斯豪尔车站 （Vauxhall station）

## 外部連結
- London History - From Britannia.com.
- More London History （页面存档备份，存于） - From Britainexpress.com.